# Karol G

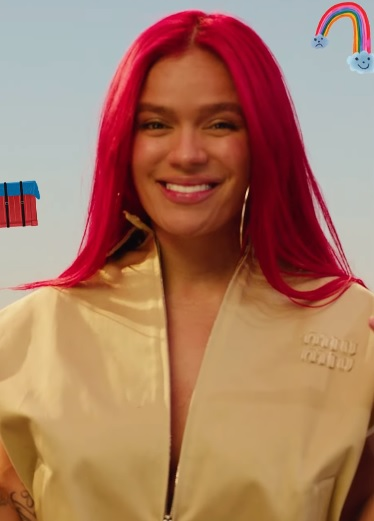
Karol G (2023)

Karol G (* 14. Februar 1991 in Medellín), Künstlername von Carolina Giraldo Navarro, ist eine kolumbianische Reggaeton-, RnB- und Pop-Sängerin.

## Biografie
Karol Gs Vater war Musiker. Im Alter von fünf Jahren besuchte sie zusammen mit ihrer Schwester ihre erste Musikschule. Im Alter von 15 Jahren nahm sie an der Talentshow The X Factor teil, wodurch sie zum ersten Mal nationale Aufmerksamkeit erhielt.
2010 wurde sie Background-Sängerin bei Reykon, einem kolumbianischen Reggaeton-Sänger. 2012 gab sie ihr Debüt mit dem Lied 301 in Zusammenarbeit mit Reykon, das zur Nummer eins bei mehreren Fernseh- und Radiosendern wurde.
2013 veröffentlichte Karol G zusammen mit dem puerto-ricanischen Sänger Nicky Jam ihre erste Solo-Single, Amor de Dos. Das Lied hat mehr als 75.000.000 Aufrufe bei YouTube und brachte ihr den nationalen Durchbruch. Weitere bekannte Stücke sind Mañana in Zusammenarbeit mit Andy Rivera, das mit über 77 Millionen Aufrufen auf YouTube ihr bisher größter Hit wurde, und Hello aus dem Jahre 2016 zusammen mit Ozuna.
2020 brachte sie den Song Bichota heraus. Seitdem nennt sie sich „La Bichota“, die weibliche Form von Bichote, was im Latino-Slang so viel wie „Drogenhändler höherer Ebene“ bzw. allgemein „Person höheren Ranges“ bedeutet. Sie möchte diese Bezeichnung jedoch nicht im Zusammenhang mit Drogen verstanden wissen. Zwar wuchs sie in der Drogenmetropole Medellín auf, und ihre Mutter machte sogar Bekanntschaft mit dem international bekannten Drogenboss Pablo Escobar. Für Karol G bedeute Bichota aber so viel wie „Powerfrau“: eine „mächtige, geniale, unglaubliche Frau“.

### Privates
Sie war mit dem Sänger und Rapper Anuel AA liiert. Im März 2021 gaben sie ihre Trennung bekannt.

## Diskografie
Studioalben

| Jahr | Titel Musiklabel                                                 | Höchstplatzierung, Gesamtwochen, AuszeichnungChartplatzierungen (Jahr, Titel, Musiklabel, Platzierungen, Wochen, Auszeichnungen, Anmerkungen) | Höchstplatzierung, Gesamtwochen, AuszeichnungChartplatzierungen (Jahr, Titel, Musiklabel, Platzierungen, Wochen, Auszeichnungen, Anmerkungen) | Höchstplatzierung, Gesamtwochen, AuszeichnungChartplatzierungen (Jahr, Titel, Musiklabel, Platzierungen, Wochen, Auszeichnungen, Anmerkungen) | Höchstplatzierung, Gesamtwochen, AuszeichnungChartplatzierungen (Jahr, Titel, Musiklabel, Platzierungen, Wochen, Auszeichnungen, Anmerkungen) | Anmerkungen                                                  |
| Jahr | Titel Musiklabel                                                 | CH | US | Latin | ES | Anmerkungen                                                  |
| ---- | ---------------------------------------------------------------- | --- | --- | --- | --- | ------------------------------------------------------------ |
| 2013 | Super Single JM World Music                                      | — | — | — | — | Erstveröffentlichung: 29. Oktober 2013                       |
| 2017 | Unstoppable Universal Music Latino (UMG)                         | — | US192 (1 Wo.)US | Latin2 ×2Doppelplatin · (83 Wo.)Latin | ES79 (1 Wo.)ES | Erstveröffentlichung: 27. Oktober 2017 Verkäufe: + 330.000   |
| 2019 | Ocean Universal Music Latino (UMG)                               | — | US54 (4 Wo.)US | Latin2 ×4Vierfachplatin · (211 Wo.)Latin | ES40 (12 Wo.)ES | Erstveröffentlichung: 3. Mai 2019 Verkäufe: + 1.450.000      |
| 2021 | KG0516 Universal Music Latino (UMG)                              | CH48 (2 Wo.)CH | US20 (44 Wo.)US | Latin1 Diamant + Platin · (199 Wo.)Latin | ES3 Platin · (144 Wo.)ES | Erstveröffentlichung: 25. März 2021 Verkäufe: + 3.670.000    |
| 2023 | Mañana será bonito Universal Music Latino (UMG)                  | CH7 (82 Wo.)CH | US1 (91 Wo.)US | Latin1 ×2×8Doppeldiamant + Achtfachplatin · (… Wo.)Latin                                                                                      | ES1 ×4Vierfachplatin · (… Wo.)ES | Erstveröffentlichung: 24. Februar 2023 Verkäufe: + 1.928.500 |
| 2023 | Mañana será bonito (Bichota Season) Universal Music Latino (UMG) | CH12 (4 Wo.)CH | US3 Gold · (60 Wo.)US | Latin1 ×8Achtfachplatin · (… Wo.)Latin | ES1 Platin · (… Wo.)ES | Erstveröffentlichung: 11. August 2023 Verkäufe: + 540.000    |